# 田青 (邵氏)
田青（英語：Ching Tien，1935年3月17日—1993年6月2日），本名田春生，籍贯河南葉縣，原本学习神学专业，后成为香港演員。

## 生平
田青在1935年出生於上海，祖籍贯河南葉縣。父親出身自官宦家庭，但因戰亂關係而與家人避走香港。1950年，田青隨父親一同到香港過著相依為命的生活，並以半工讀方式入讀香港三育書院。當他在1953年完成中五學業，便因為基督教復臨安息日會希望他能成為一名傳道人而介紹他入讀位於調景嶺的時兆聖經函授學校（又名時兆聖經學院），為期兩年，繼而於1955年至1956年當了9個月實習傳道牧師。田青當時對傳道工作沒有濃厚興趣。他的父親在1955年離世後，碰巧得到機會到神學院接觸神學，因而成為傳道人。
另一方面，田青對電影業產生興趣，如是於1955年考入國際影片發行公司（國際電影懋業前身）國語組演員訓練班，且與雷震、丁皓、蘇鳳等新人接受戲劇訓練。1956年正式加入電影圈，参演了其首部电影作品─岳楓导演的《青山翠谷》。田青之後多演出電懋的作品。及至1970年轉投邵氏電影公司，多以配角身份登場，出演过《刺馬》、《大劫案》等作品。其後於1980年代开始在港台出演多部影視作品。但到了1993年在英屬香港病逝。

## 個人生活
田青在1958年11月3日與任職保險從業員的陳斐玲到香港一個註冊處註冊結婚，婚後育有1名兒子。

## 作品

### 電影
- 《青山翠谷》（1958）
- 《蘭閏風雲》（1959）
- 《心心相印》（1960）
- 《賊美人》（1961）
- 《花好月圓》（1962）
- 《鶯歌燕舞》（1963）
- 《南北喜相逢》（1964）
- 《珠聯璧合》（1965）
- 《嫦娥奔月》（1966）
- 《第一劍》（1967）
- 《太太萬歲》（1968）
- 《孫悟空大鬧香港》（1969）
- 《孫悟空智取黃袍怪》（1970）
- 《孫悟空再鬧香港》（1971）
- 《十四女英豪》（1972）
- 《七十二家房客》（1973）
- 《刺馬》（1973）
- 《朱門怨》（1974）
- 《大劫案》（1974）
- 《港澳傳奇》（1975）
- 《乾隆皇奇遇記》（1976）
- 《佛跳牆》（1977）
- 《洪熙官》（1977）
- 《茄哩啡》（1978）
- 《各師各法》（1979）
- 《龍虎雙霸天》（1980）
- 《龍虎爭霸》（1981）
- 《佳人有約》（1982）
- 《皇帝保重》（1983）
- 《雙龍出海》（1984）
- 《開心鬼》（1984）
- 《歌舞昇平》（1985）
- 《神探朱古力》（1986）
- 《人民英雄》（1987）
- 《肥貓流浪記》（1988）
- 《同根生》（1989）
- 《奇蹟》（1989）
- 《川島芳子》（1990）

### 電視劇
- 《黑色報告》（1978）
- 《國際刑警》（1978）
- 《此情可待》（1987）
- 《木偶》（1988）
- 《義不容情》（1989）
- 《我係黃飛鴻》（1991）
- 《大家族》（1991）
- 《我愛玫瑰園》（1991）